# Pablo Muñoz Vega
Pablo Muñoz Vega, né le 23 mai 1903 à Mira en Équateur et mort le 3 juin 1994 à Quito, est un cardinal équatorien, jésuite, archevêque de Quito de 1967 à 1985.

## Biographie

### Prêtre
Membre de la Compagnie de Jésus (jésuites), Pablo Muñoz Vega est ordonné prêtre le 25 juillet 1933.

### Évêque
Nommé archevêque coadjuteur de Quito, avec le titre d'archevêque in partibus de Ceramus (de) le 7 février 1964, il est consacré le 19 mars suivant par le cardinal Carlo Confalonieri. 
Le 23 juin 1967, il devient archevêque titulaire de Quito, charge qu'il conserve jusqu'au 1er juin 1985, date à laquelle il se retire. Il a alors 82 ans.

### Cardinal
Il est créé cardinal par le pape Paul VI lors du consistoire du 28 avril 1969, avec le titre de cardinal-prêtre de San Roberto Bellarmino.

## Succession apostolique
Pablo Muñoz Vega a ordonné les évêques suivants :
- Cardinal Antonio José González Zumárraga (1969)
- Archevêque Juan Larrea Holguín (es) (1969)
- Cardinal Raúl Eduardo Vela Chiriboga (1972)
- Évêque Tomás Angel Romero Gross, O.P. (1973)
- Archevêque Luis Alberto Luna Tobar (es), O.C.D. (1977)
- Évêque Luis Enrique Orellana Ricaurte (de), S.I. (1978)
- Évêque Luis Oswaldo Pérez Calderón (1984)